# 우표 수집

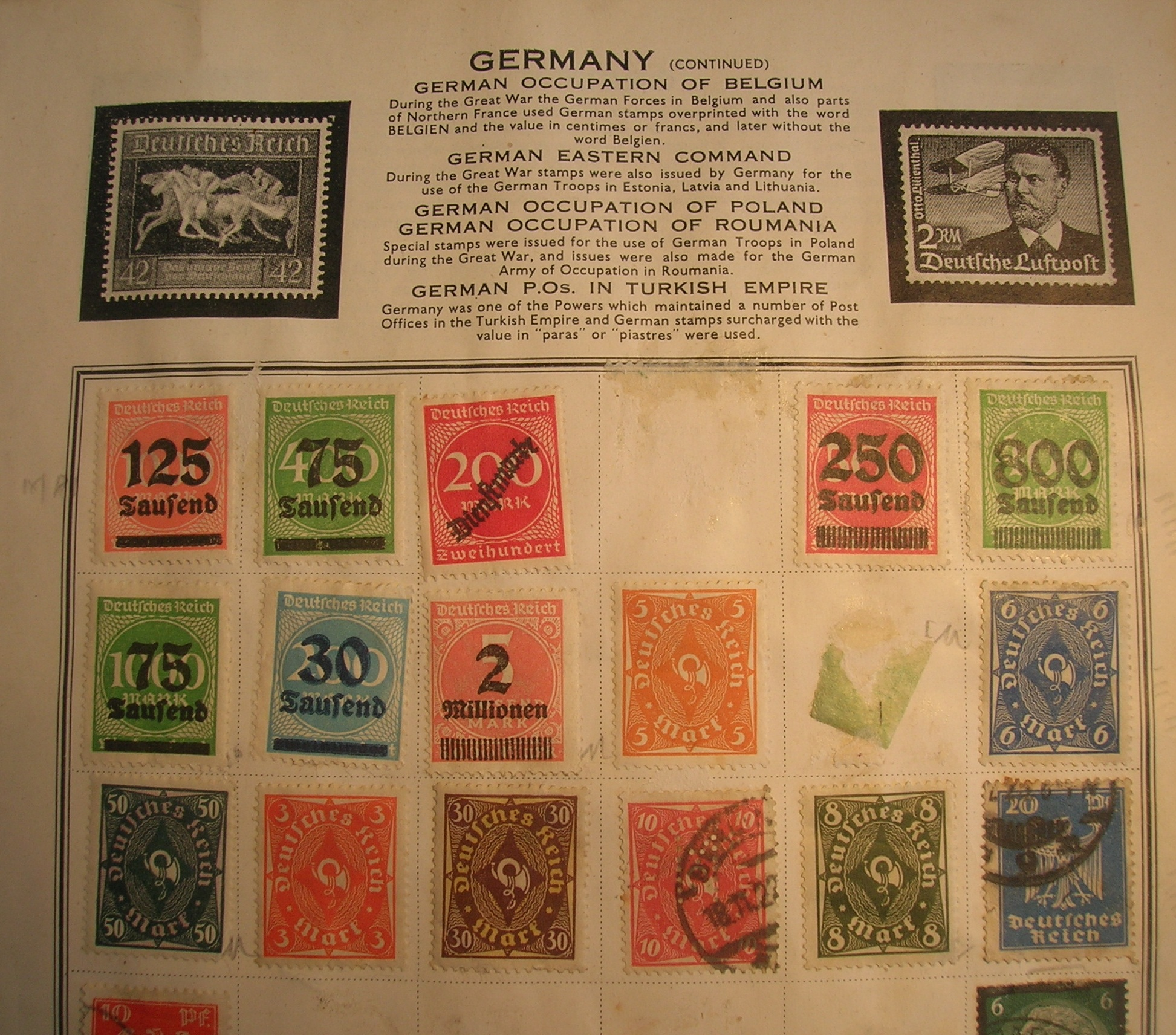
다양한 우표의 수집

우표수집(郵票收集)(영어: Stamp Collecting)은 우표의 미사용이나 사용제, 그리고 그와 관련된 물품 즉 실체(우표가 붙은 봉투 혹은 커버), 엽서, 서간 등과 같은, 우표와 우편 배송과 관련된 물품과 자료를 수집하는 행위를 일컫는 단순한 합성단어이다. 몇몇 우표수집가들은 우표수집을 투자 수단으로 이용하기도 한다.
우표수집은 시대가 진행하면서 퇴조기를 보이고 있지만 여전히 전 세계적으로 인기있고 보편적인 취미 중 하나이다. 현재 세계적으로 최소 4800만명에서 2억 정도가 우표수집을 하고 있는 것으로 추산되며, 세부적으로 미국에 약 1800만명에서 2천만명, 전통적인 우취 국가 독일에 750만명 정도의 우표수집 인구가 있는 것으로 추산되고 있다. 우표 전문 딜러, 용품 제조사, 관련서적 출판사만 해도 12만 5천개소 정도로 추산되고 있으며, 여기에 수많은 대규모 펜팔클럽과 우취연합이 형성되어 있고, 우표박람회, 작품전시회 등이 개최되고 있다.
우표수집과 우취(영어: Philately)를 혼동해 사용하는 경향이 있지만 이 둘은 상반된 차이를 지닌다. 우표수집은 단순히 우표를 수집하는 행위이지만, 우취는 우표수집에 일종의 심층적 연구가 포함된 행위이며, 이 둘은 구분해서 사용해야 한다.

## 우표수집의 역사

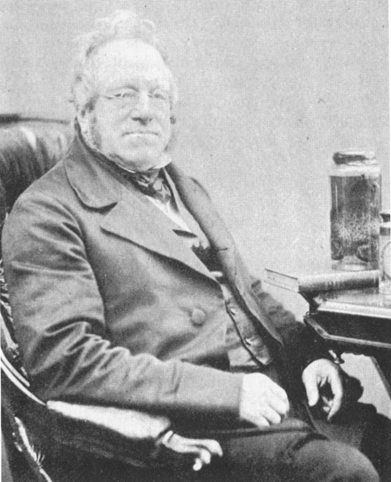
최초의 우표수집가인 존 에드워드 그레이 박사

우표수집의 시작은 1840년 5월 6일, 페니블랙이 최초로 발행한 시점을 기일로 두고 있다. 이때 5월 6일 페니블랙 블록을 런던에서 구입한 대영박물관 소속 존 에드워드 그레이 박사는 세계 최초의 우표수집가로 알려져 있다.
우표가 최초로 발행된 1840년부터 1860년대까지 70개 이상의 국가들이 우표 사용제도를 도입했지만, 1840년부터 1850년대 가량은 우표수집이라는 취미의 발전에 그다지 진전이 없었다. 당시 발행된 초기 클래식 우표는 국가 자원으로 순수하게 우편용으로만 발행되어 미사용 우표는 입수 자체가 곤란하였으며, 이 당시에는 우표수집이라는 용어에 대해서조차 아직 널리 전파되지 않은 상태였다. 오히려 이 당시 성인들은 우표수집을 '단순한 애들 장난' 이라고 생각하는 경향이 강했는데, 이 당시 1850년에의 우표 수집은 아이들이나 학생들 전담으로, 처음 보는 희한한 종이조각이 부모님들 편으로 오는 편지들에 붙어있다보니 이 우표를 떼다가 수집했던 것이다. 1840년부터 1860년대까지는 우표수집을 아이들이 진행시켰다고 할 만하며, 이 아이들이 성장하면서 성인이 되고 자연스럽게 우표수집을 취미로서 생각해 이를 즐기게 되었다.

 빅토리아 여왕의 증손자였던 조지 5세가 가장 대표적인 인물로, 하인들의 도움을 받아 외부에서 버킹엄 궁전으로 유입되는 우편물의 우표를 수집하기 시작했다. 이런 식으로 유년기부터 우표를 수집하던 것이 성인으로 이어져 유서깊은 우취단체인 런던 왕립 우취 협회 협회장을 에드워드 7세 이후 왕위에 등극하기 전까지 역임하기도 했다. 현재 스탠리 기븐스가 관리하는 앨범 2100권 상당의 영국 왕실 우표 컬렉션을 시작한 것은 조지 5세가 그 시작이다.
그 이후 1855년 희망봉 삼각우표가 발행되면서 우표에 관심을 가지는 시민들이 많아지고, 1860년대 들어 우표수집의 취미가 전 유럽과 유럽 식민지를 중심축으로 하여 전 세계적으로 전파되었다. 그런데 이 당시만해도 아직 우표수집의 진행이 초기 단계이고 우표의 가치를 정확히 파악하지 못한 시기여서, 몇몇 사람들은 전지를 사다가 방에 도배를 하는 일화가 신문에 실리기도 했다. 1841년 런던 타임즈에 최초의 우표수집가 선전이 실렸는데, 그것은 바로 이런 내용이었다.
(원본)A young lady being desirous of covering her dressing-room with cancelled postage stamps invites the assistance of strangers in her project

이와 같이 우표를 '침실 도배용'으로 사용하겠다는 목적으로 선전이 올라온 것을 보면 그 당시 인식된 우표수집이 어떠했는지를 부분적으로 파악할 수 있다. 하지만 역사적으로 설명하자면 이 여성은 세계 최초의 우표수집가 중 한명으로 기록된다.
시대가 지나면서 우표수집을 즐기는 인구가 시대에 따라 계속 증가하고 우표수집의 인기가 폭발적으로 부각되는 상황에서, 우표와 그 자료들만을 전문 취급하는 사업계열이 탄생하기 시작했다. 최초로 우표를 사업으로 부각시킨 사업체는 1856년 영국 런던에 창립된 스탠리 기븐스 사로, 세계에서 가장 오래된 우표 사업체이다. 그리고 이런 사업체에서 우표와 관련된 용구와 서적들을 생산하기 시작했다. 현재 우표수집에서 광범위하게 사용되는 도입앨범은 1862년 프랑스에서 발행된 라리에 앨범을 그 시초로 두고 있다. 우표수집에서 중요한 물품 중 하나인 우표도감의 시초는 프랑스에서 발행된 포티크(프랑스어: Potiquet)라는 도감으로 1861년 발행되었고, 현재 전 세계적으로 통용되는 스캇 도감이 발행된 것은 1868년이다.
우표전시회는 독일에서 1881년에 시작된 '우취의 날'(독일어: Philatelistentage)이 그 시초이다. 그 후 1890년 오스트리아 빈에서 최초의 근대적인 국제 우표전시회가 개최되었고, 이 역할은 1926년에 창설된 국제우취연맹이 계승하면서 현대까지 국제적으로 진행되고 있다.
1840년 우표가 최초로 발행된 이후 우표는 계속 발전이 진행되었다. 이 시기 1850년부터 1900년대에는 천공우표의 등장, 기념우표의 발행, 최초의 엽서 발행과 코일우표, 북클렛, 소형시트 등이 각국에서 등장했다. 인쇄기술의 진보로 다양한 색, 타입, 형식, 도안의 우표가 계속 발행되었으며, 다양한 우편제도의 실시로 다양한 종류의 우표가 발행되었다. 이 당시 크게 인정되지 않던 우표의 가치와 희귀성도 시대가 지남에 따라 점점 상승하기 시작하자 더 많은 우표수집가들이 계속 등장하였으며, 에러우표가 지금과 마찬가지로 고가에 거래되기도 했고, 희귀우표의 등장은 세계적인 관심거리로 두각되기도 하였다. 1928년 대공황을 거치며 우표수집이 발달되고 촉진되면서 세계적으로 보편적인 취미로 이어지게 되었고, 1960년대와 1970년대를 거치면서 우표수집은 전성기를 맞이했다. 그러나 1990년대 들어 다양한 취미의 발전과 새로운 청소년 우표수집가의 부재로 인한 우표수집의 기성화, 특히 이메일을 포함한 전자 통신수단의 급속한 발달로 인한 우표 사용의 급감으로 인해 우표수집은 그 범위를 상실하고 있다.

## 한국 우표수집의 역사
한국 최초의 우표 수집가는 아직 확실한 바는 없지만 이상재나 남궁 억이 시초라고 인식되고 있다. 이상재는 홍영식의 귄유로 1884년 11월 18일 우정총국이 창설될 당시 인천분국 주사(국장)을 역임하던 때 문위우표를 수집했다고 알려져 있지만 확실한 증거는 남겨져있지 않다. 그 후 갑신정변의 실패로 우편제도가 중단되고 1895년에 을미개혁으로 다시 재개된 당시에 발행된 태극우표를 수집용으로 구입한 사람이 남궁 억이다. 1905년 한일우편조약으로 한국우편이 강제로 일본으로 흡수되기 전까지 발행된 우표 20여매를 수집했고, 한일합방후 한때 이를 홍천 자택 뒤에 묻어 두었다가 1931년 연희전문학교(연세대학교)에 기증하면서 현재까지 계속 보존되고 있다.
우표수집이 처음 한국에 소개된 것은 이 구한말~대한제국 시대로, 사업이나 국가 외교업무 등으로 대한제국으로 건너온 많은 외국인들이 그 시초라고 파악되고 있으며 이에 관한 많은 증거와 사례가 발견되었지만, 한국 사람으로서 우표수집을 본격적으로 행했다는 흔적은 남겨져 있지 않으며, 그저 소개만 된 정도였을 것으로 인식되고 있다.
한일합방 이후 일제시대에는 1918년 경북 김천에서 일본인 소총성치가 우표교환 등을 목적으로 미카도(MIKADO)란 교환회를 창립하여 동명의 일문, 영문판 월간지를 발간하였고, 1920년대에는 요시다 신이찌(일본어: 吉田新一)를 중심으로 부산 우권구락부를 결성하여 1928년 현 동광국민학교에서 최초로 우표전시회를 개최하여 국내에 소개는 되었으나, 일제시대 당시 한국인이 구한국시대의 우표를 소유하고 있는 것을 위험인물로 간주하던 일제치하였고, 한국민의 전반적인 생활 여건이 취미생활을 즐길만한 여유가 없었던 이유로 구체적인 우취활동 기록은 보이지 않고 있다.

이와 같이 당시에는 일본을 통해서 우표수집이 소개되고 진척되었으며, 해방 후 우표수집을 즐기는 미군이 진주하면서 본격적으로 재개되기 시작했다. 한국 최초의 우표 관련 단체는 1949년 8월 1일 창설된 대한우표회이다.

한국 최초의 영세우표상도 마찬가지로 정확한 증거나 정보는 없으며, 우표에 대한 상거래가 아닌 단순한 교환에 불과했다고 파악되고 있다. 여러 가지 정황으로 미루어볼때 현대적인 우표상의 개업은 1947년~1948년경의 한국우표사로 알려지고 있다.
한국전쟁 이후 우표수집에 대한 인식 제고와 국가적 차원의 홍보와 외국인을 목표로 한 우표의 상품화로 한국의 우표수집은 50년대부터 자체적으로 발전하기 시작했으며, 현재도 진행되고 있는 대한민국 우표전시회는 1954년 최초로 개최되었다. 당시 제대로 즐길만한 현대적인 취미가 생활에 자리잡지 못하다보니 1960년대부터 1970년대를 거쳐 한국 우표수집의 인기는 폭발적으로 증가하였으며, 특히 학생들에게 인기가 있었다. 이 당시 우체국에서 우표를 사기 위해 줄을 섰다는 등의 우표수집과 관련된 기사와 만평은 조선일보, 중앙일보, 동아일보, 서울신문 등의 주요 일간지에도 기재되었다. 우표와 관련된 영세우표상도 같은 추세로 증가하기 시작하여 당시 90년대까지는 150여개소 이상의 우표상이 있었을 것으로 추산된다. 그 근거로 1963년 창설된 한국우표상협회(현 한국우표문화협회)의 1990년대의 회원가입업소는 총 43개소였다. 1980년대부터 급격한 생활 수준의 발달로 중산층에서부터 시작된 예술과 스포츠와 관련된 다양한 취미의 발달로 우표수집이 퇴조기를 보였고, 90년대를 거쳐 급감하기 시작하여 IMF 이후로 현 수준을 유지하고 있다. 현 추산되고 있는 우표수집 인구는 대략적으로 25~30만 정도이며, 우표상은 정확한 집계는 되어있지 않지만 50여개소 정도로 파악되며 이 중 한국문화협회 회원가입업소는 21개소이다.

## 우표수집의 범위
국제우취연맹에서 규정하여 제시하고 있는 우표수집 자료는 우편관련에 한정되며 그 대상은 다음과 같다. 이 범위는 영국 PHQ 카드나 한국의 우표안내카드와 같은 특정 국가에서 발행하는 특정 우표상품은 포함하고 있지 않다.
- 우편 송달
  - 우편요금의 특전관련
  - 통상우편
  - 특수취급수수료 부가우편
- 우편요금의 사전지불 증지
  - 우표(우표의 구성수단, 준비과정부터 발행, 오작 수정까지)
  - 우표스테이셔너리
  - 우취기념품 :  즉 초일봉피, 맥시멈카드, 우표책, 우표첩, 북클렛, 기타 특제품 등
  - 일부인 : 즉 계기인(미터스탬프), 우편요금 별납/후납인, 기념통신일부인, 관광통신일부인 등
  - 특수일부인(군사우편, 무료우편, 교환우편, 검열우편, 등기우편 등등)
- 특수우편
  - 항해 중 우편물
  - 철도 우편물
  - 항공 우편물
  - 군사 우편물
  - 전쟁포로/수용소 우편물
  - 소(포장)/포장물 우편물
- 기타 우편통신
  - 전보
  - 자동우편
  - 전자우편
- 우편작업에 관련된 종목
  - 일부인(보통인, 표어인, 기념인, 관광인)
  - 라벨(등기라벨, 우편경로라벨, 검열라벨, 소독라벨, 재난우편)
  - 표지(우편배달표)
  - 서식(수령증, 국제반신권)

## 우표수집의 기초적 방법
우표수집에서 가장 기본적으로 목표되어야 할 것은 사용제 우표이며 이것은 1840년부터 내려온 대전제이다. 그러나 현재 우표 사용의 급감으로 인해 사용제 우표를 수집하기에 곤란한 상황이므로, 우표수집에 입문하고자 하는 초보 수집가들은 우체국에서 판매하는 미사용 우표부터 수집하는 것이 수월하다. 대한민국의 경우, 우표발행일은 우정사업본부에서 우표발행일 전에 맞추어 나오는 우표발행 고시공고를 참조해야하며, 이것은 일반 포털사이트에서도 찾아보면 바로 검색된다. 우정사업본부에서 실시하는 취미우표 통신판매를 이용하는 방법도 있다. 다만 초심자들의 경우에는 우체국 방문 시 자신이 구입하고자 했던 우표 말고도 다양한 우표를 관찰하고 구입할 수 있으니 되도록 우체국을 이용하는 편이 좋다.
일단 우표를 수집하게 되면 전지나 소형시트, 명판, 블록 등의 용어에 혼란스러울 수 있다. 이런 용어를 바탕으로 자신이 수집하고자 하는 우표의 종류나 장수를 선택하게 되는데, 한 우표에 대한 장수나 전지에서의 부분에 대한 선호도는 상대적으므로 자신이 수집하기 좋은 부분이나 장수를 스스로 선택해 수집하면 된다.
일단 어느정도 수집품이 이루어지면 우표용구를 구입해서 사용한다. 가장 기초적인 우표용품은 스톡북(우표책, 영어: Stock Book)으로 도입앨범에 첩부하기 전 임시로 보관하는 장비이다. 스톡북은 과거 셀로판지나 다음에는 유산지로 제작되었지만 최근에는 고급비닐로 제작되어 내구성이 높다. 저렴한 스톡북은 문구점에서 구입 가능하며, 대한민국의 수도문화사나 독일의 라이트하우스(영어: Lighthouse, 독일어: Leuchtturm)사제의 고급 스톡북은 우표상에서 구입해야 한다. 스톡북의 종류는 일반 책형의 일반 스톡북에서 바인더식의 스톡북 등으로 다양하며, 스톡북의 다양한 수요로 인해 종류가 많아졌는데 초일봉피 우표책이라든가 엽서 우표책, 봉투 우표책, 시트 우표책 등이 있지만 초보 수집가의 경우는 단순한 우표용 스톡북만을 구입해서 사용할 수도 있다.

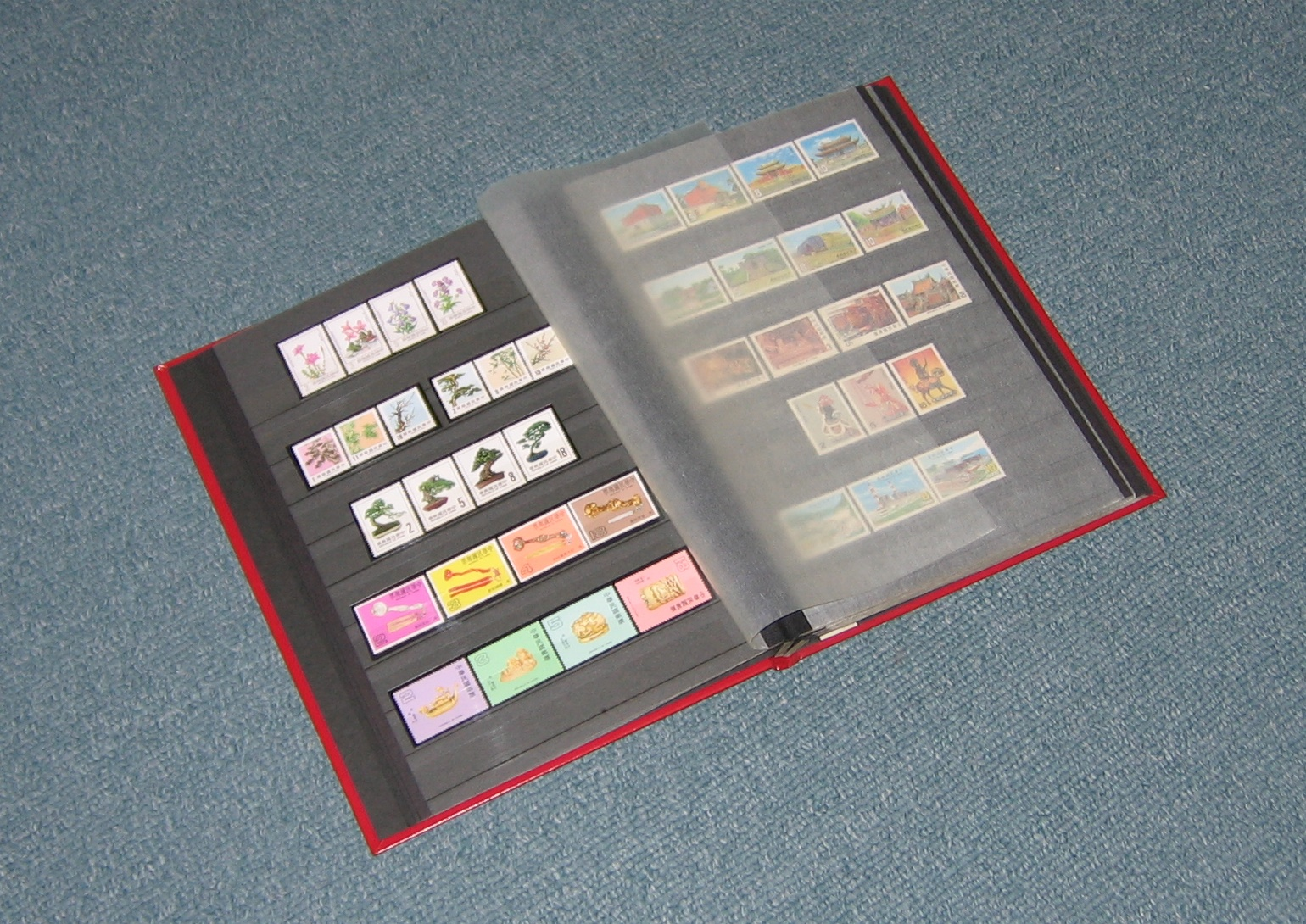
기본적인 스톡북

이런 단계를 거치면 점차 엽서나 일부인, 초일봉피 등에도 관심을 가져 수집하게 되는 과정에서 우표상을 거치게 되고, 우편물이 실제로 체송된 결과물인 실체도 입수하게 된다. 이때 주의해야 할 점은 대부분의 실체에서 우표를 떼내지 말고 그대로 보존해두는 것이 좋다. 다만 더러워지거나 크게 훼손된 경우에는 우표만을 떼어 보관하는 것이며, 수집 과정에서 지식이나 정보가 축적되면 어느 실체가 보존할 만한 가치가 있는지 충분히 파악할 수 있다.
어느정도 수집의 궤도에 오르게 되면 각 지역에 산재한 우표/우취동호회에서 가입하는 것이 좋으나, 회원비와 입회비 문제 등도 있으므로 처음에는 많은 포털사이트의 우표동호회 사이트나 카페에 가입해 활동할 수도 있다. 이런 사이트에서는 좀 더 본격적인 우표관련 용어들과 심층적인 수집방법들을 익힐 수 있으며, 저렴한 가격으로 우표를 구매하거나 공동구매를 통해 국외에서 발행한 최신우표를 받아볼 수도 있다. 현재 대한민국의 유명 포털마다 카페가 산재해있다.
만약 자신의 수집품의 체계적인 수집을 위해서면 우표상에서 도입앨범, 즉 추록에 정리하는 방법이 있다. 간략하게 설명하자면 도입앨범, 즉 추록이란 연도별로 발행된 우표를 그 우표의 그림이 인쇄된 대지 위에 마운트를 입혀 붙여 보관하는 것으로, 한국 우표로는 국내 두종이 있으며, 대한민국 외 타사 제품으로 몇 종이 더 있으나 대한민국의 제품으로 수집하는 것이 비용 면에서 저렴하다. 추록에는 그해에 발행된 모든 우표와 소형시트를 첩부하게 되어 있으며, 이 추록 대지를 앨범 형식의 공바인더에 꽂아 보관하는 것이다. 추록은 한 국가에서 발행된 우표를 대부분 완전하게 수집할 수 있는 대표적인 방법으로 추록은 전 세계적으로 매우 다양한 국가별 종류가 사용되고 있다.
우표수집의 체계화를 위해서는 우표도감을 사용할 수도 있다. 우표도감은 우표상에서 판매하며, 국가별/테마별/우편자료 종류별로 그 종류가 많다.

## 우표전시회
우표수집의 저편을 넓히기 위해 우표전시회를 방문할 수 있다. 대한민국에서는 당시 체신부 주최로 1954년부터 개최되고 있는 대한민국 우표전시회가 대표하고 있다. 현재 대한민국 우표전시회는 수년간 코엑스 태평양홀 제 4전시실에서만 개최된다. 그 밖에 지방 체신청급이나 우체국에서 개최하는(예:김제우체국 개국 100주년 기념 우표전시회, 어린이우표전시회 등) 전시회나 어떤 전시회나 타 행사, 기념식과 겸해서 열리는 우표전시회(예:적십자 창설 100주년 기념 우표전시회 등) 가 매년 수십 회에 걸쳐 개최되고 있다. 우표전시회에서는 다양한 자료를 구입할 수도 있으며, 작품 관람과 우표 디자이너 사인회 등 다양한 행사가 열린다. 세계 범위로 개최되는 세계우표전시회는 각 FIP 회원국 국가별로 10년 주기로 개최되는데, 한국에서는 1984년, 1988년(IOC 올림픽 헌장에 의한 국제스포츠우표전시회), 1994년(UPU총회 겸), 2002년에 걸쳐 세계우표전시회를 개최했다. 2009년에는 FIAP 회원국 대상으로 개최되는 제29회 아시아국제우표전시회()를 치렀다.

## 유명한 우표수집인
- 프랭클린 D. 루스벨트
  - 8살 때 아버지인 제임스 루즈벨트가 우표를 보여주면서 관심을 가졌다고 한다. 이후 대통령으로 당선되어 사망할 때까지 우표수집을 했으며, 재직 때에는 미국 우정청에서 발행되는 모든 우표의 디자인을 일일이 심사해 인가했다. 당시 53대 우정장관이었던 제임스 파레이(James A. Farley)가 그와 몇몇 고위층 인사들을 위해 비공식적적으로 20종의 우표를 특별히 인쇄해 사적으로 전달했던 사건이 있었는데, 이것이 나중에 크게 알려져 한때 소동이 일어났으며, 현재도 'Farley's Follies'라는 말로 회자되고 있다. 1928년에는 미국우취협회의 종신회원으로 등록하였으며, 지금은 미국우취협회 명예의 전당에 이름이 올려져 있다. 그의 컬렉션은 1945년 경매에 출품되었고, 그 수익금은 프랭클린 앤 앨러노어루스벨트 재단(Franklin and Eleanor Roosevelt Institute)의 지원금으로 전달되었다. 또 루즈벨트는 자신의 회고록에서 "우표 수집은 왕의 취미이자 취미 중의 왕이다. 우표에서 배운 지식이 학교에서 배운 지식보다 더 많다."며 그 중요성을 강조하기도 하였다.

- 조지 5세
  - 조지 5세의 우표수집에 대해 전해진 일화가 하나 있다. 어느 날 그의 비서가 어떤 이가 유명한 모리셔스 "Post Office" 우표 2펜스를 약 1450 파운드에 사 들였다는 신문 기사를 보고 조지 5세에게(당시에는 웨일즈 왕자) 이런 바보 같은 자도 있다고 말해주자, 그는 "내가 바로 그 바보" 라고 답변해 주었다고 한다.
- 엘리자베스 2세
  - 유년 시절에 수집을 했으며, 현재 영국 왕실 우표 컬렉션의 소유자이다.
- 안토니오 사마란치
  - IOC 위원장을 역임하면서 올림픽 헌장 5조 1장 40절을 추가시켜, 올림픽 우표전시회인 국제스포츠우표전시회, 즉 올림필렉스(Olymplex)를 1988년 서울 올림픽 때 처음 개최시켰다.
- 파루크 1세
- 마리아 샤라포바
- 아나톨리 카르포프
- 니콜라 사르코지
- 니콜라이 2세
- 로니 우드
- 카롤 2세
- 빌 그로스
- 존 레논
  - 초등학교에 다닐 때 사촌인 스탠리 파크스(Stanley Parkes)가 그에게 우표앨범을 주면서 모으기 시작했다고 하며, 스웨덴 스톡홀름 국립우편박물관(Postmuseum)과 미국 워싱턴 국립우편박물관(National Postal Museum)에 컬렉션이 있다.
- 프레디 머큐리
  - 아버지인 보미 불사라(Bomi Bulsara)의 취미인 우표수집에 영향을 받아 9살 때부터 관심을 가지기 시작했다고 하고 대략 13살 때까지 수집을 했다고 한다. 그의 수집품은 1993년 12월 아버지가 소더비 경매에 출품시켜 로열 메일(Royal Mail)이 사들였으며, 현재 영국 우편기록박물관(The British Postal Museum & Archive)에 있다.
- 레니에 3세
- 김성환 화백